# Nogent-en-Othe
Nogent-en-Othe är en kommun i departementet Aube i regionen Grand Est (tidigare regionen Champagne-Ardenne) i nordöstra Frankrike. Kommunen ligger  i kantonen Aix-en-Othe som ligger i arrondissementet Troyes. År 2022 hade Nogent-en-Othe 44 invånare.

## Befolkningsutveckling
Antalet invånare i kommunen Nogent-en-Othe
Referens: INSEE

## Galleri

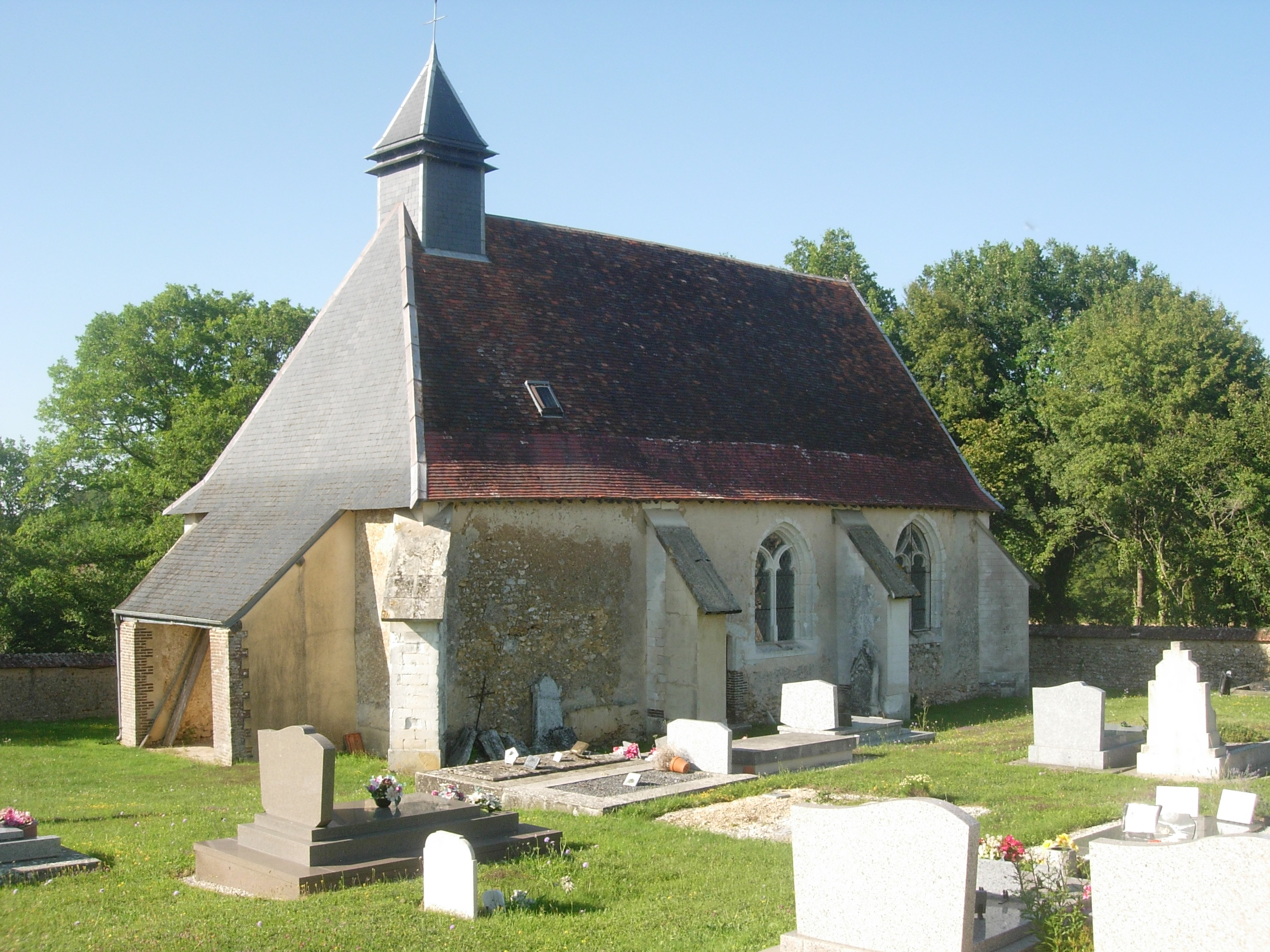
Kapellet
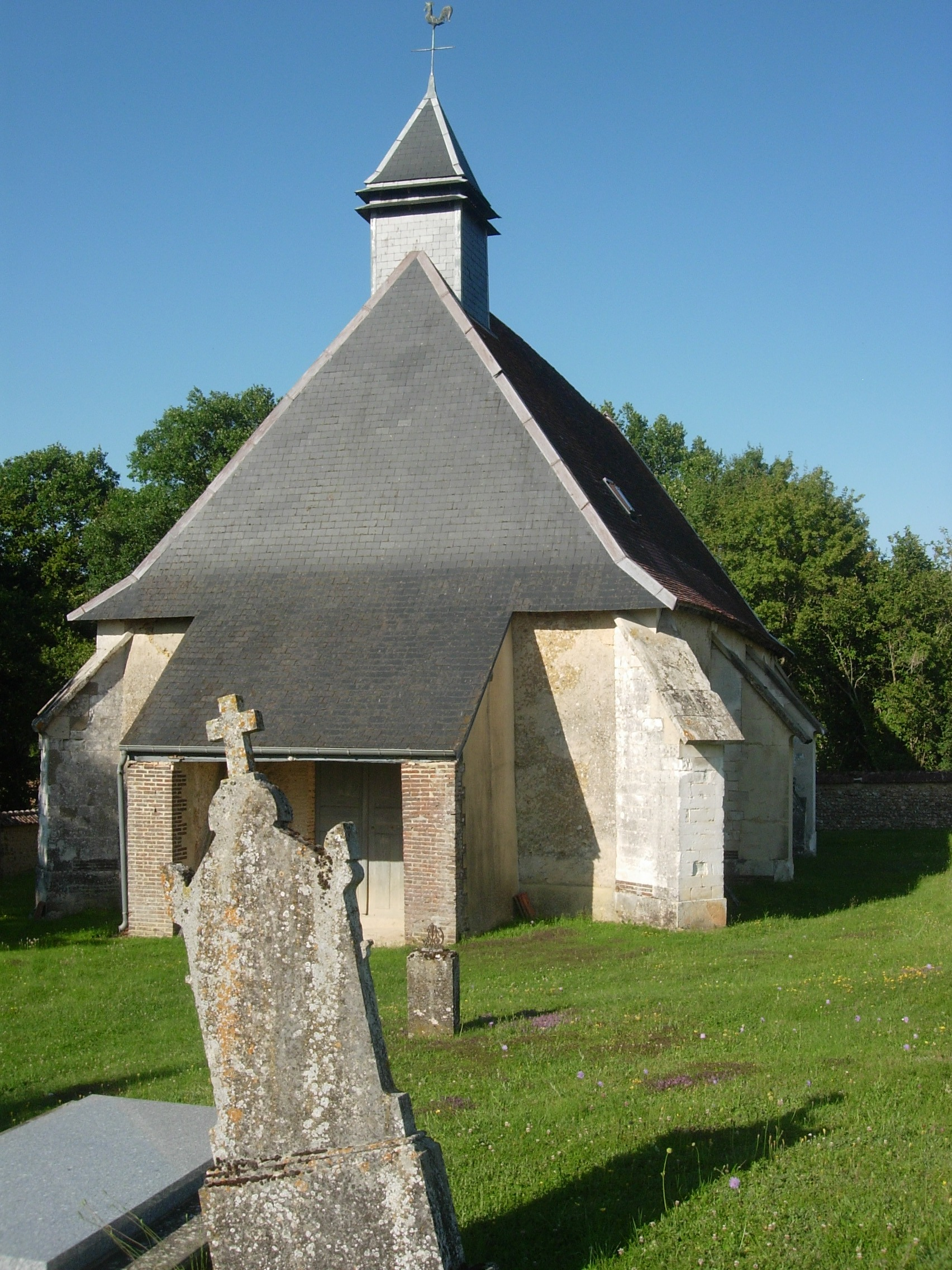
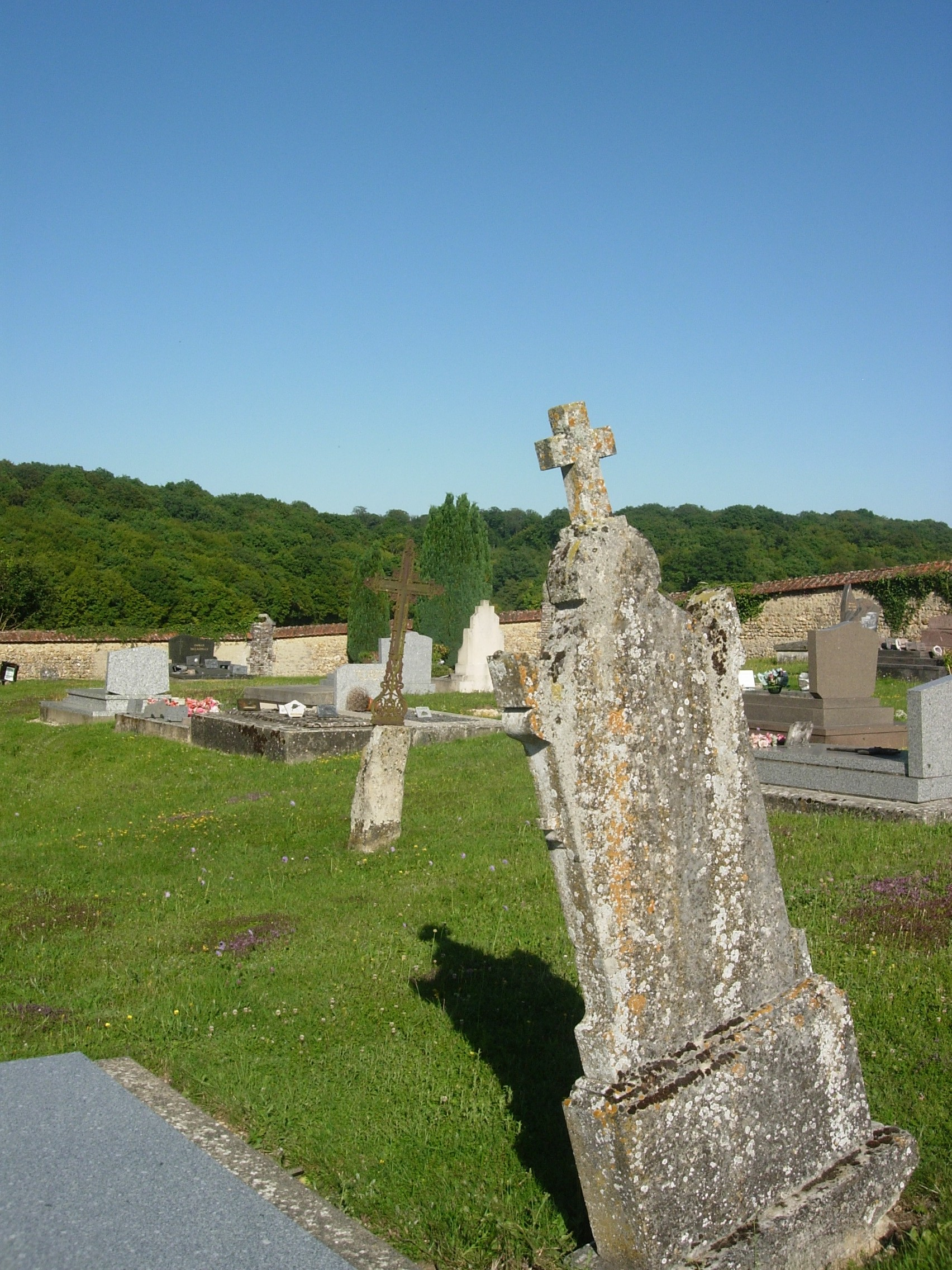
Kyrkogården
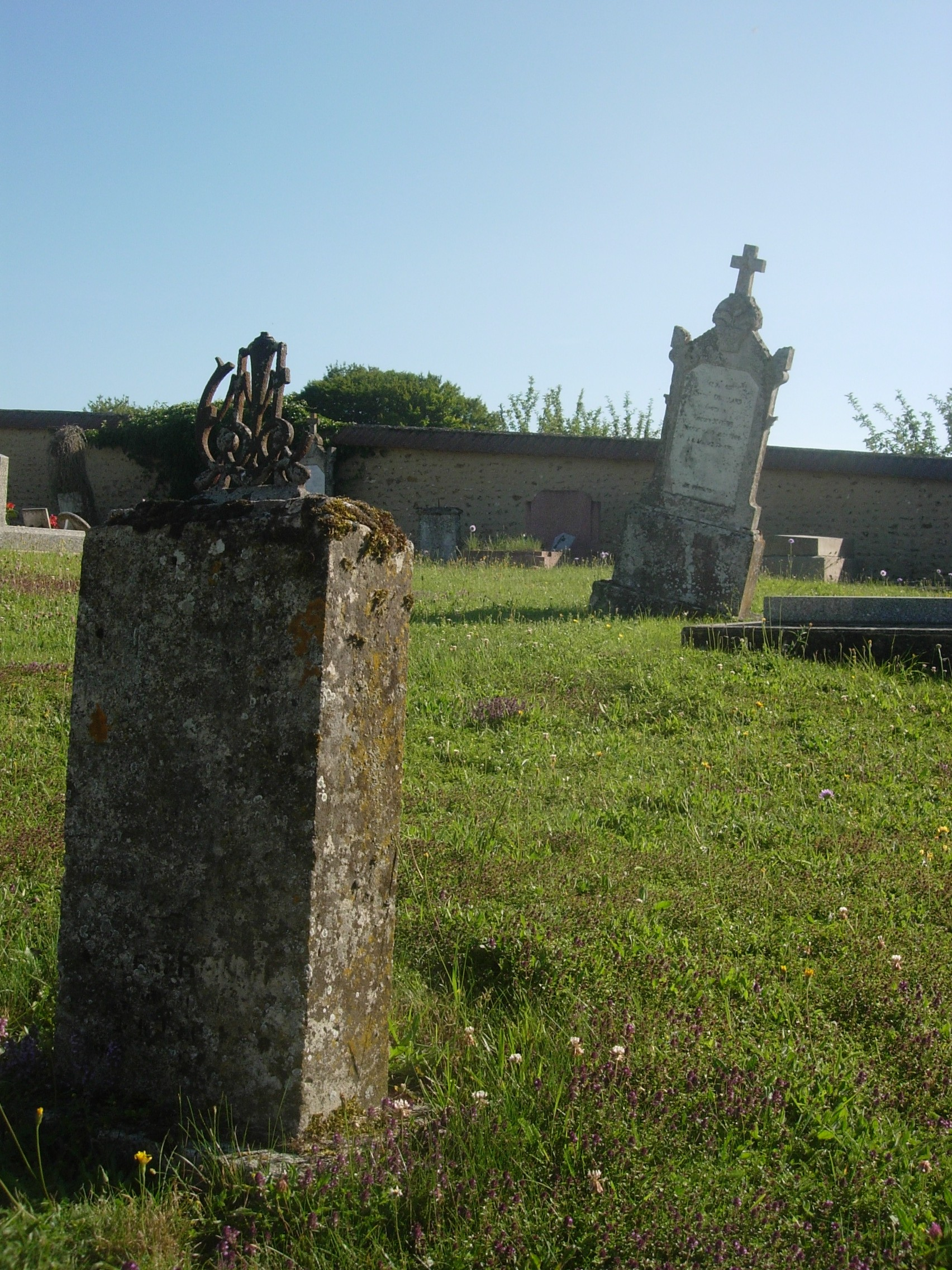
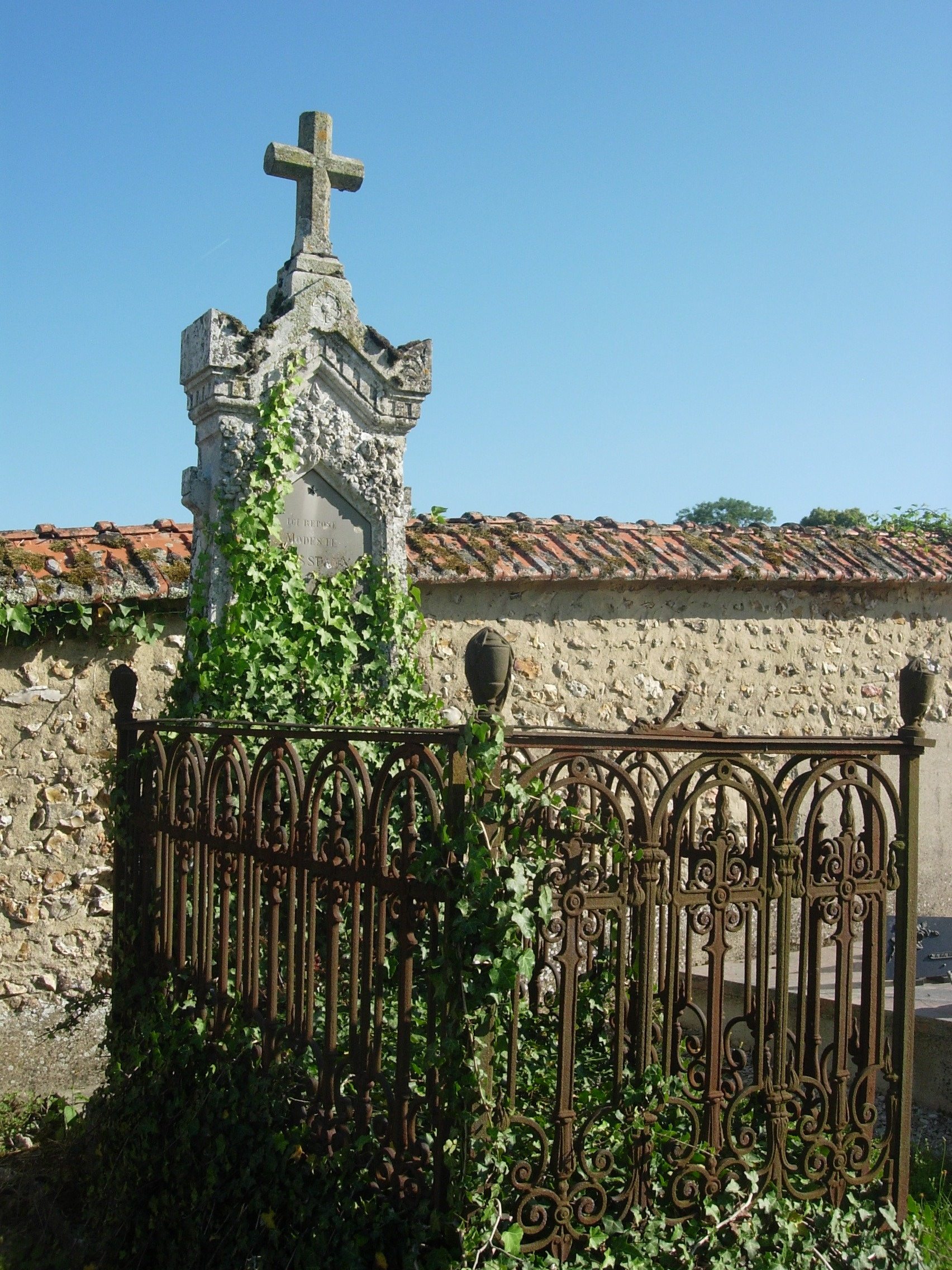